# Place Jean Ruyssen

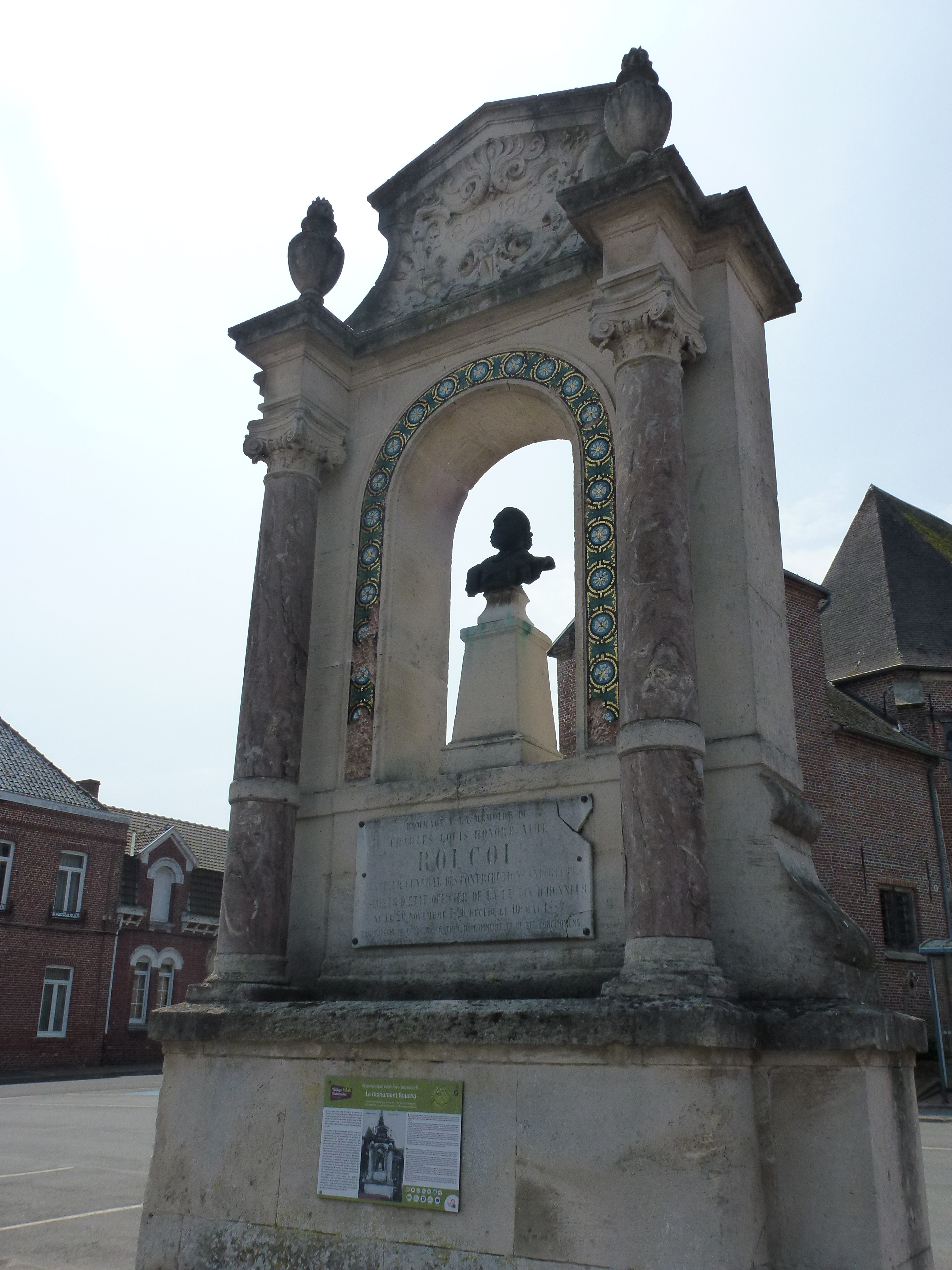
Monument Roucou

Het Place Jean Ruyssen is een plein in de tot het Noorderdepartement behorende plaats Steenbeke.
Het plein werd gecreëerd op de plaats van het vroegere kerkhof, wat op initiatief van burgemeester Jean Ruyssen in de 2e helft van de 20e eeuw werd verplaatst en vervangen door een groen plein.
Op dit plein vindt men, achter de Sint-Pieterskerk, de calvarieberg (calvaire) van 1821. Ook vindt men er het monument voor Charles Roucou, geboren in de directe omgeving en opgeklommen om in 1879 te worden benoemd tot officier in het Legioen van Eer. Hij staat bekend als weldoener van de streek. Gestorven in 1882 werd spoedig daarna dit monument opgericht.